# 乔尔·罗伯茨·波因塞特
乔尔·罗伯茨·波因塞特（Joel Roberts Poinsett，1779年3月2日—1851年12月12日），美国政治家，曾任美国众议员（1821年－1825年）和美国战争部长（1837年－1841年）。
| 前任： 刘易斯·卡斯 | 美国战争部长 1837年－1841年 | 繼任： 约翰·贝尔 |